# Brejdyny
Brejdyny (niem. Brödienen) – wieś w Polsce położona w województwie warmińsko-mazurskim, w powiecie mrągowskim, w gminie Piecki. 
W latach 1954–1957 wieś należała i była siedzibą władz gromady Brejdyny, po jej zniesieniu w gromadzie Piecki. W latach 1975–1998 miejscowość administracyjnie należała do województwa olsztyńskiego.
Wieś mazurska położona nad Jeziorem Brejdyńskim. Nazwa pochodzi z języka staropruskiego (Preden od sosna, Wreyden od braydis - łoś).

## Historia
Wieś czynszowa Preden wzmiankowana była w dokumentach już w 1419 r. W rejestrze czynszowym z 1437 r. wymieniana jest pod nazwą Wreyden, jako wieś należąca do wolnych, z obowiązkiem sześciu służb zbrojnych. Około 1470 r. wielki mistrz Henryk von Richtenberg przekazał dwór w Brejdynach na prawie magdeburskim Jerzemu Hauendreinowi. Dwór w Brajedynach wcześniej należał do niejakiego Bartołta. W 1476 r. wielki mistrz Henryk von Richtenberg nadał 73 włók na prawie magdeburskim Fryderykowi von Schätzlowi. W okresie późniejszym wielki mistrz Fryderyk książę saski (1498-1510) nadał dobra brejdyńksie Arnoldowi Reichenau. W 1551 r. majątek ziemski w Brejdynach należał do Jerzego Schätzla i Fabiana z Brejdyn (von Broedin), którzy otrzymali te dobra na prawie lennym z obowiązkiem jednej służby zbrojnej i posługi na łowach od księcia Albrechta.
W 1785 r. dwór szlachecki i wieś pańszczyźniana liczyły łącznie 20 domów. W tym czasie powstała szkoła wiejska. W 1818 r. w tutejszej szkole uczyło 35 dzieci. Około 1900 roku do dworu należało 65 włók ziemi. Gospodarka dworu nastawiona była na produkcję zbóż, chów bydła i owiec (400 sztuk). Działała także gorzelnia, młyn parowy, cegielnia oraz wytwórnia brykietów torfowych. Po 1918 roku dwór w Brejdynach rozparcelowano na mniejsze gospodarstwa chłopskie.
W 1934 r. Brejdyny włączono do nowo powstałej parafii w Pieckach (razem ze wsiami Dłużec, Dobry Lasek, Czaszkowo, Szklarnię i Pieresławek. W 1935 r. w dwuklasowej szkole, zatrudniającej dwóch nauczycieli, uczyło się 96 dzieci. W tym czasie Brejdyny należały do parafii w Nawiadach. W 1939 r. we wsi mieszkały 522 osoby.
W lutym 2013 r. niewielki kawałek ziemi w Brejdynach, graniczący z drogą i posesją dwóch rodzin, podzielił mieszkańców wsi. Rodziny chciały wykupić gminną działkę, ale część mieszkańców sprzeciwiła się temu podkreślając, że tylko na tym fragmencie mogą parkować i zawracać samochody, w tym karetki pogotowia i straży pożarnej. Spór próbowała rozwiązać Agnieszka Kurczewska, wójt Gminy Piecki. 

## Zabytki
- Cmentarz, położony na Cmentarnej Górze, jest cmentarzem rodowym właścicieli majątku Brejdyny. Zachowały się nieliczne, zniszczone nagrobki, m.in. potłuczony żeliwny krzyż i pomnik ze skromną płaskorzeźbą przedstawiającą kobietę z dzbanem, upamiętniający zmarłą Martę Krammer.
- Dawny park dworski.